# Stade Sheikh-Mohamed-Laghdaf
Le stade Sheikh Mohamed Laghdaf (en arabe : ملعب الشيخ محمد لغضف) est un stade de football situé à Laâyoune, au Nord du Sahara Occidental, revendiqué et administré par le Maroc.
C'est l'enceinte du club marocain de la Jeunesse d'El Massira. Il est doté depuis 2015 d'une pelouse gazonnée et peut accueillir 30 000 spectateurs.

## Histoire
Le stade est construit en 1984 et inauguré en 1985.
Il porte le nom d'un des nombreux fils de Ma el Aïnin, Mohamed Laghdaf.
En 2011, il subit une réfection et une pelouse synthétique de 100 × 55 m est posée.
En 2014, la Fédération royale marocaine de football se réunit pour la première fois au stade Sheikh-Mohamed-Laghdaf. Elle prévoit une nouvelle mise à niveau du stade au sein d'un plan d'amélioration des infrastructures de la ligue du Sahara. La pelouse passe du synthétique au gazon.
Le 6 novembre 2015, pour célébrer le 40e anniversaire de la Marche verte, d'anciennes gloires du football mondial se sont retrouvées pour un match de gala au stade Sheikh Mohamed Laghdaf, à l'instar de Diego Maradona, Abedi Pelé ou encore George Weah. Cet évènement a été renouvelé le 6 novembre 2016.